# Carotatrice
La carotatrice  è una macchina utensile portatile o montata su un supporto, pensata per la foratura di materiali da edilizia (laterizi, calcestruzzo, pietre naturali ecc). Il foro è ottenuto generalmente mediante l'asportazione, eseguita per levigazione, di una corona circolare di materiale. Per questo motivo gli utensili utilizzati dalla carotatrice si definiscono "corone". In massima parte la parte abrasiva delle corone è costituita da diamanti industriali, conglobati in “settori diamantati” che sono saldati su un tubo d'acciaio provvisto di un attacco per la carotatrice. In questo caso le corone prendono il nome di “corone diamantate”. La tecnica usata per l'asportazione del materiale, l'abrasione, consente di evitare alle strutture le sollecitazioni tipiche delle maniere tradizionali quali la foratura a percussione. Al termine delle operazioni viene ricavato un foro e, all'interno della corona diamantata è presente un nucleo detto comunemente “carota” che deve essere asportato. In edilizia sono molteplici le attività che richiedono la produzione di fori nei materiali da costruzione: dalla generazione di sedi per i tasselli chimici o meccanici, che richiedono fori di dimensioni ridotte sia in termini di diametro e lunghezza, ai fori per l'inghisaggio,  fino ai fori per il passaggio delle chiavi o dei tiranti di consolidamento, sempre di diametro ridotto ma che possono raggiungere lunghezze di decine di metri.  Fori di diametro maggiore sono richiesti per la realizzazione degli impianti tecnologici di condizionamento, idraulici, elettrici, pannelli solari.
In generale in edilizia  con le carotatici è possibile ricavare, in ogni materiale da costruzione, fori da pochi millimetri di diametro e lunghezza fino ad aperture di 700 – 800 mm di diametro e di parecchi metri di  lunghezza.

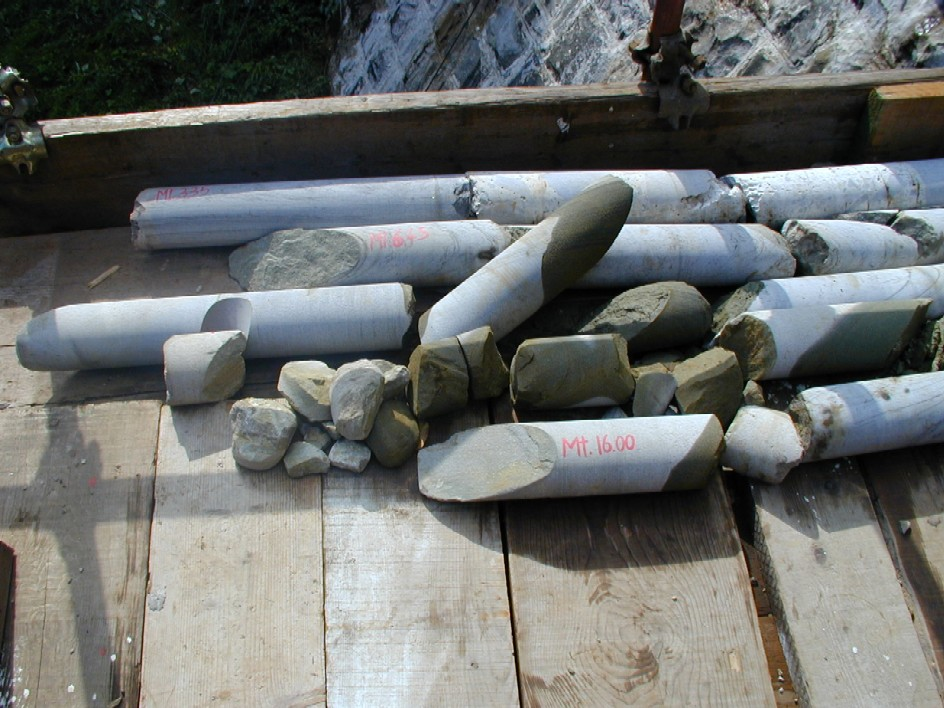
"Carote" di campionamento del corpo di una diga con indicazione della profondità raggiunta

Oltre alla foratura stessa, un impiego tipico della carotatrice è l'ottenimento di campioni integri del materiale forato per verifiche,  misure e analisi; infatti se la tecnica del carotaggio consente da un lato di praticare fori anche di dimensioni ragguardevoli asportando una quantità minima di materiale, con una richiesta di energia limitata, dall'altro permette di utilizzare il nucleo, la "carota", per ottenere campioni da destinare ai laboratori di prova dei materiali.

## Tipologie di carotatrici
Le carotatrici possono essere:
- portatili: si definiscono portatili le carotatrici che mentre sono azionate sono sostenute direttamente dall'operatore che provvede anche alla spinta necessaria perché i settori diamantati producano l'abrasione;
- stazionarie: le carotatrici stazionarie  sono composte, nella configurazione  minima, da un motoriduttore e da un supporto che è vincolato rigidamente (direttamente o per il tramite di accessori e attrezzature) alla struttura che deve essere forata.

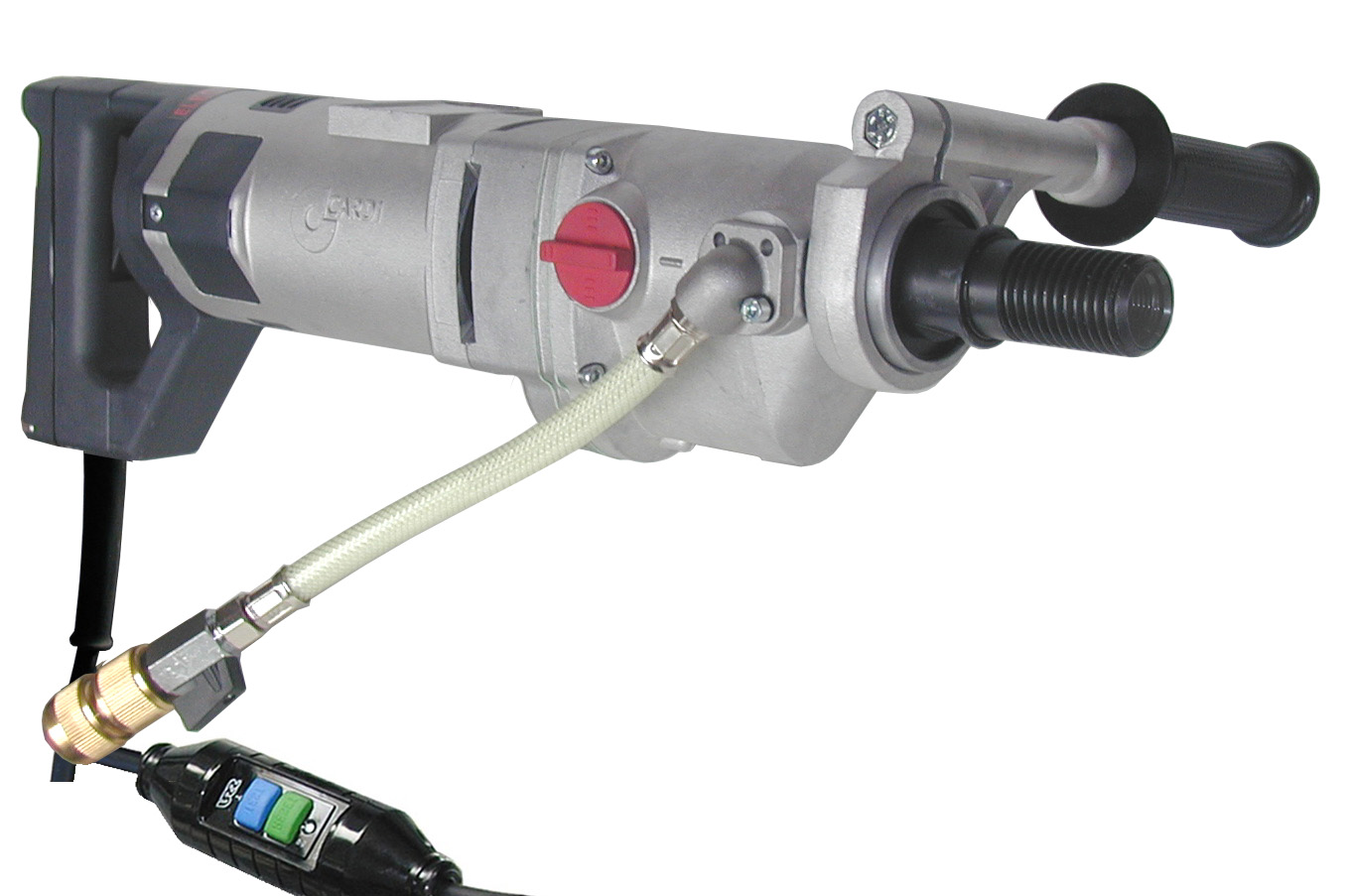
Carotatrice portatile
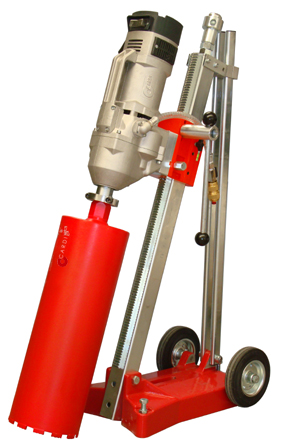
Carotatrice stazionaria inclinabile
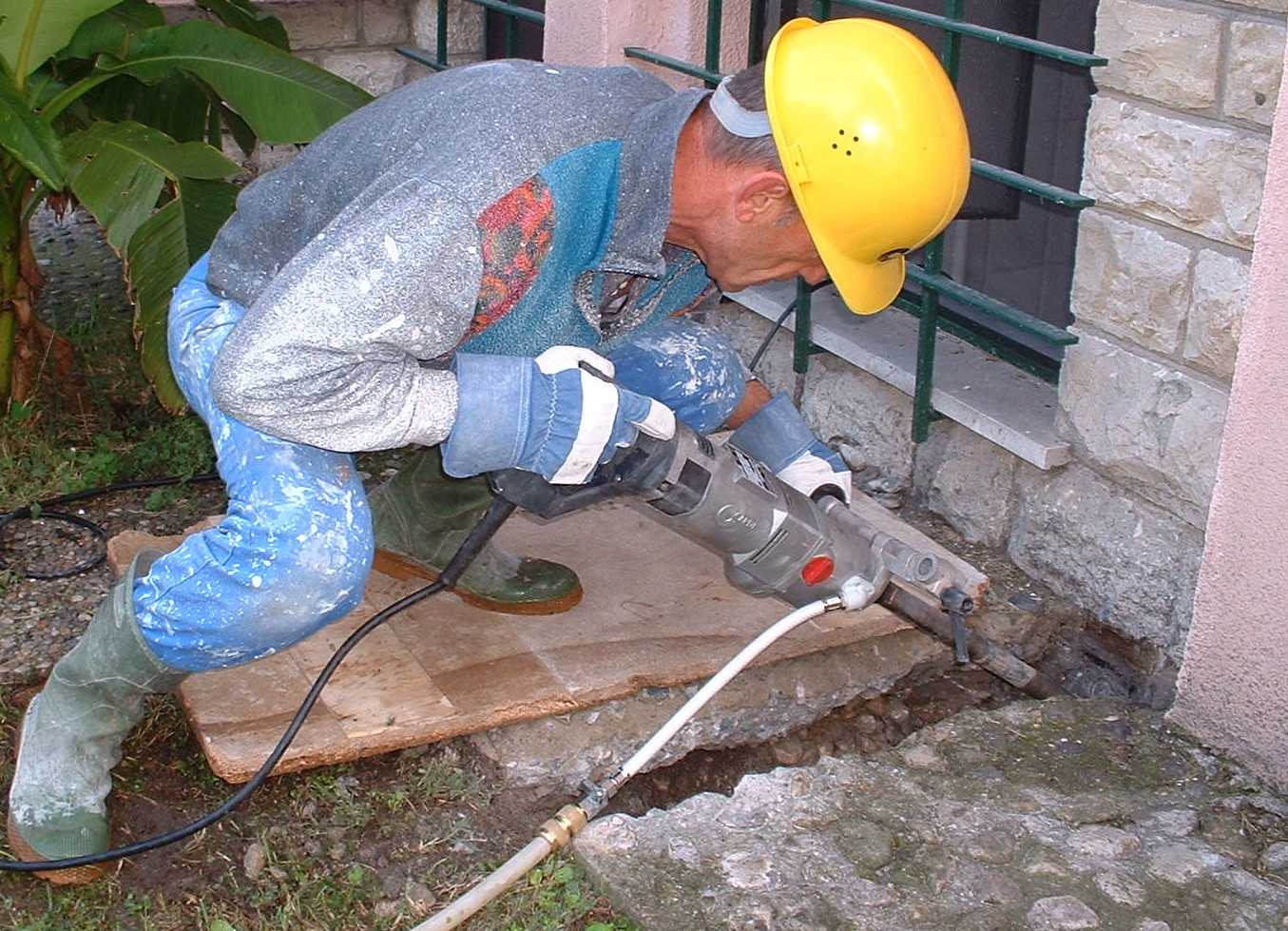
Carotatrice portatile in azione
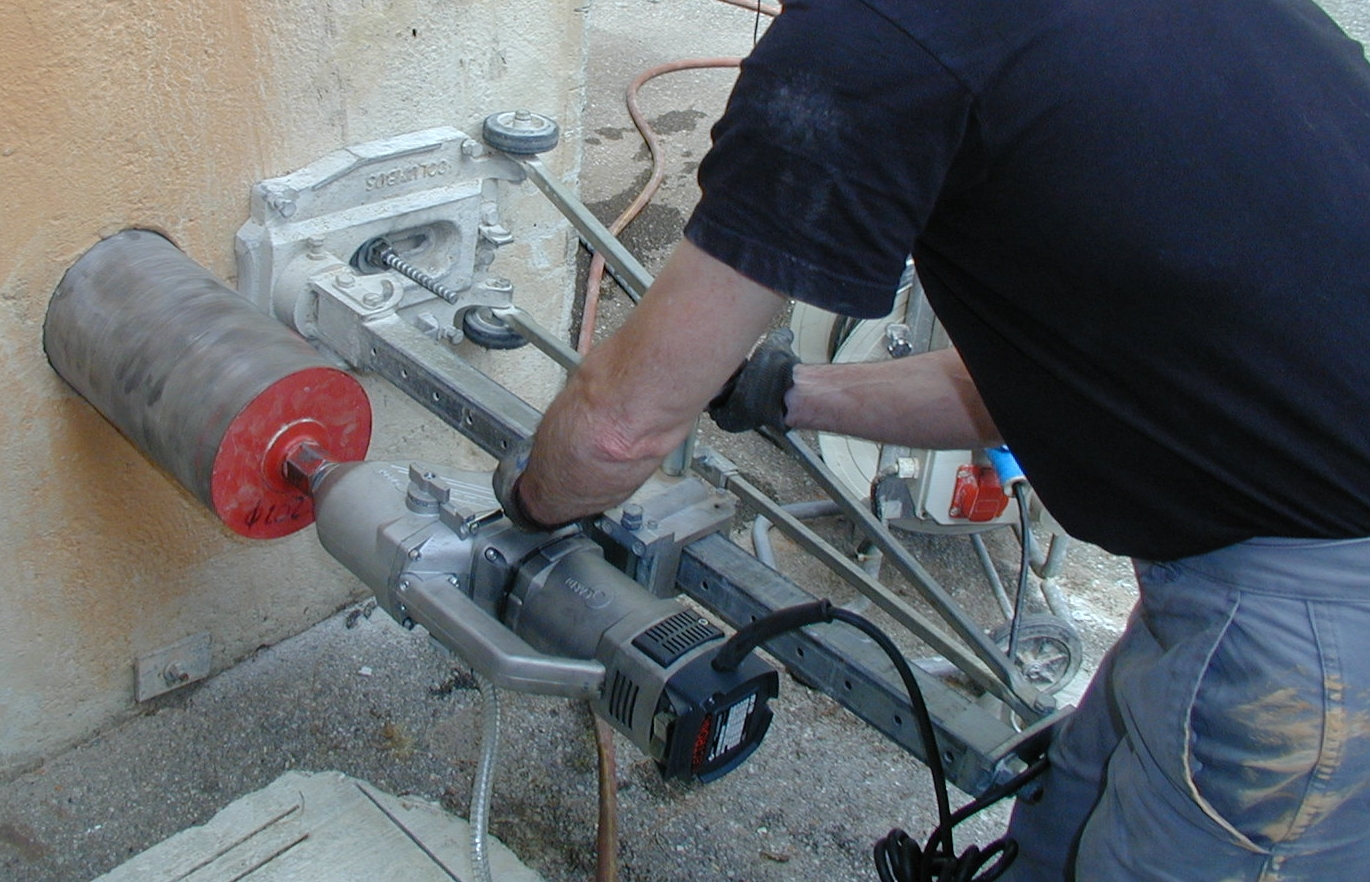
Carotatrice stazionaria in azione

L'avanzamento della corona nel materiale è ottenuto generalmente azionando a mano un volantino posto sulla slitta del supporto. L'azione manuale può essere convenientemente sostituita da servomeccanismi che aumentano a sicurezza di utilizzo delle carotatrici stazionarie. L'uso di servomeccanismi di avanzamento è praticamente obbligatorio nel caso di forature in soffitti, parte inferiore di ponti, strutture, ecc. In questo caso è d'obbligo scegliere una motorizzazione stagna e con un dispositivo di avanzamento l'operatore può sottrarsi al contatto con l'acqua utilizzata per la foratura.

## Tecniche di carotaggio

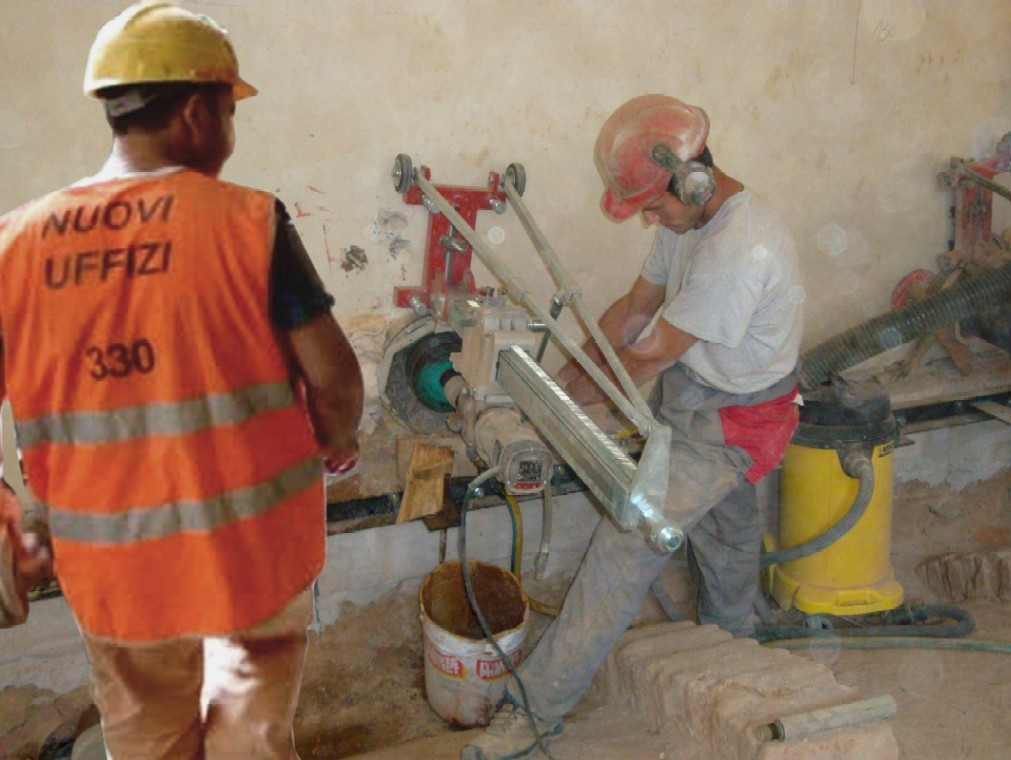
Operazioni di carotaggio con aria umidificata. Si eseguono su strutture dove non sia possibile usare acqua
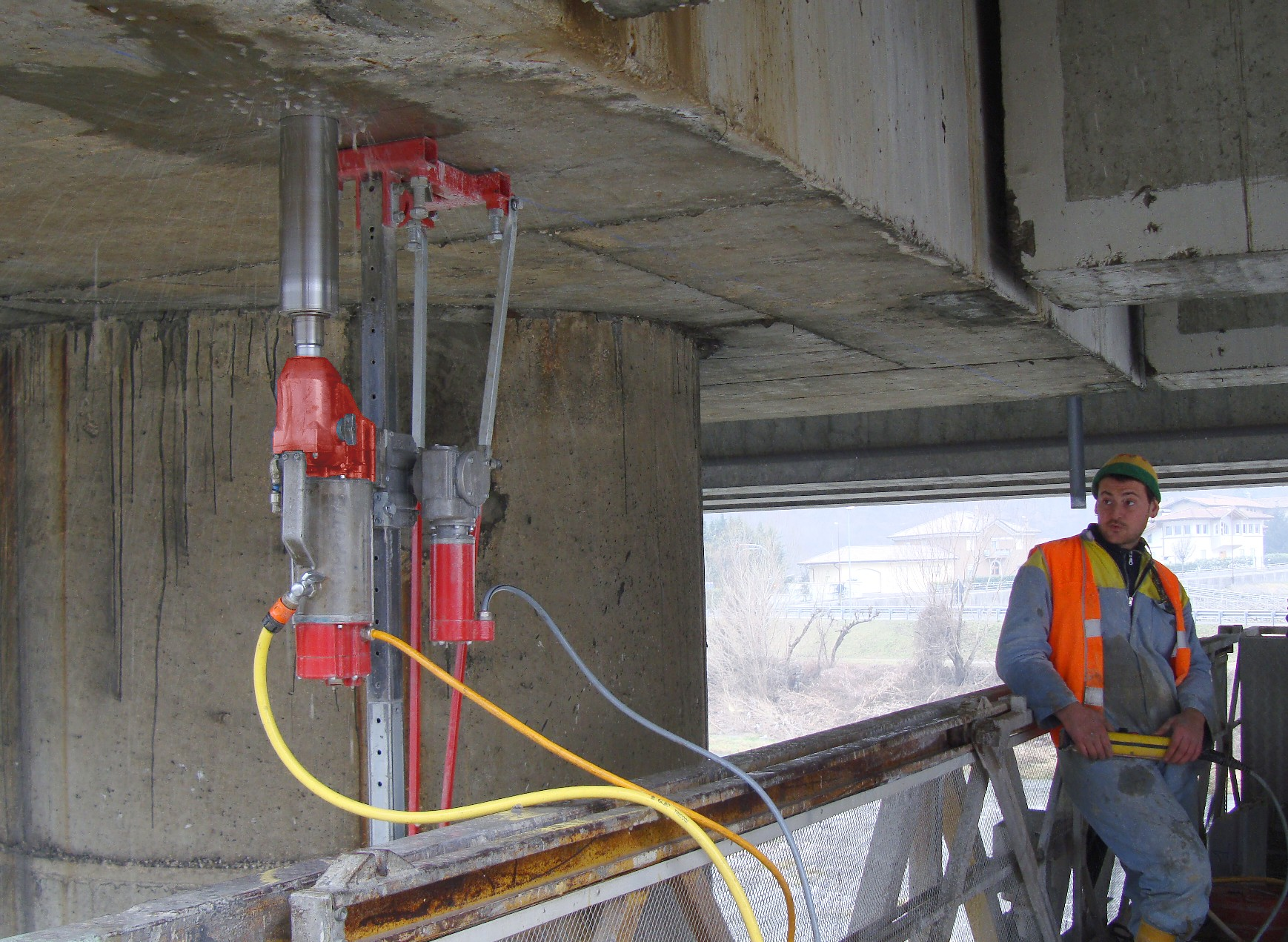
Foratura sottosopra in sicurezza; è stato scelto un motoriduttore trifase a tenuta stagna e il supporto è provvisto di un avanzamento servoassistito
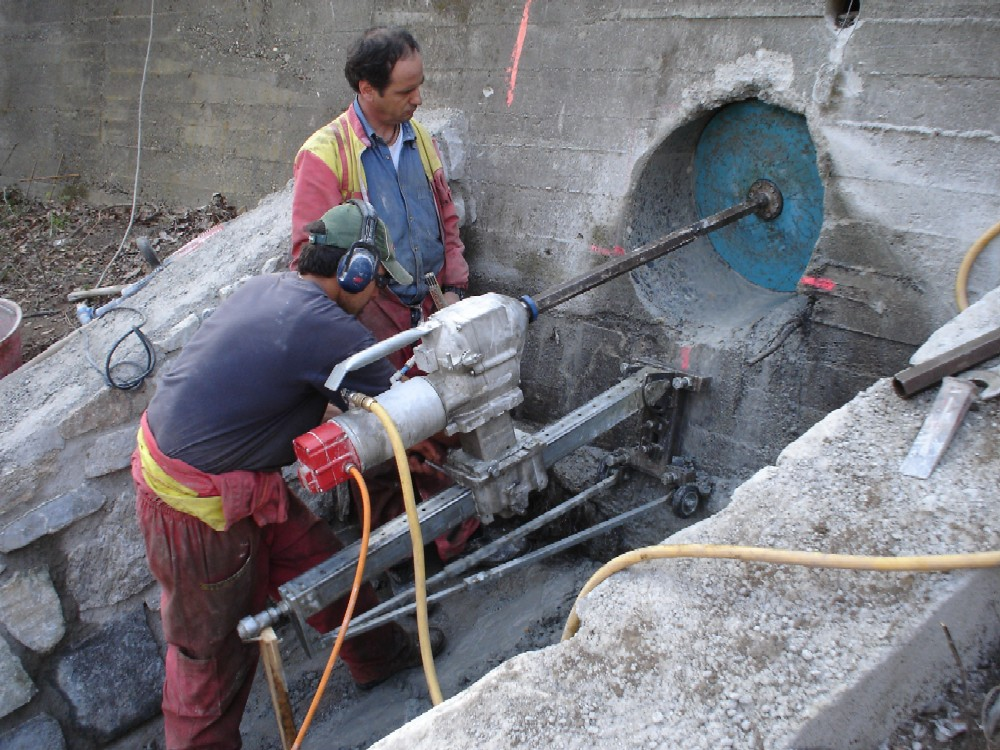
Foratura con prolunghe tradizionali (diametro 60 cm, lunghezza 1,3 m)
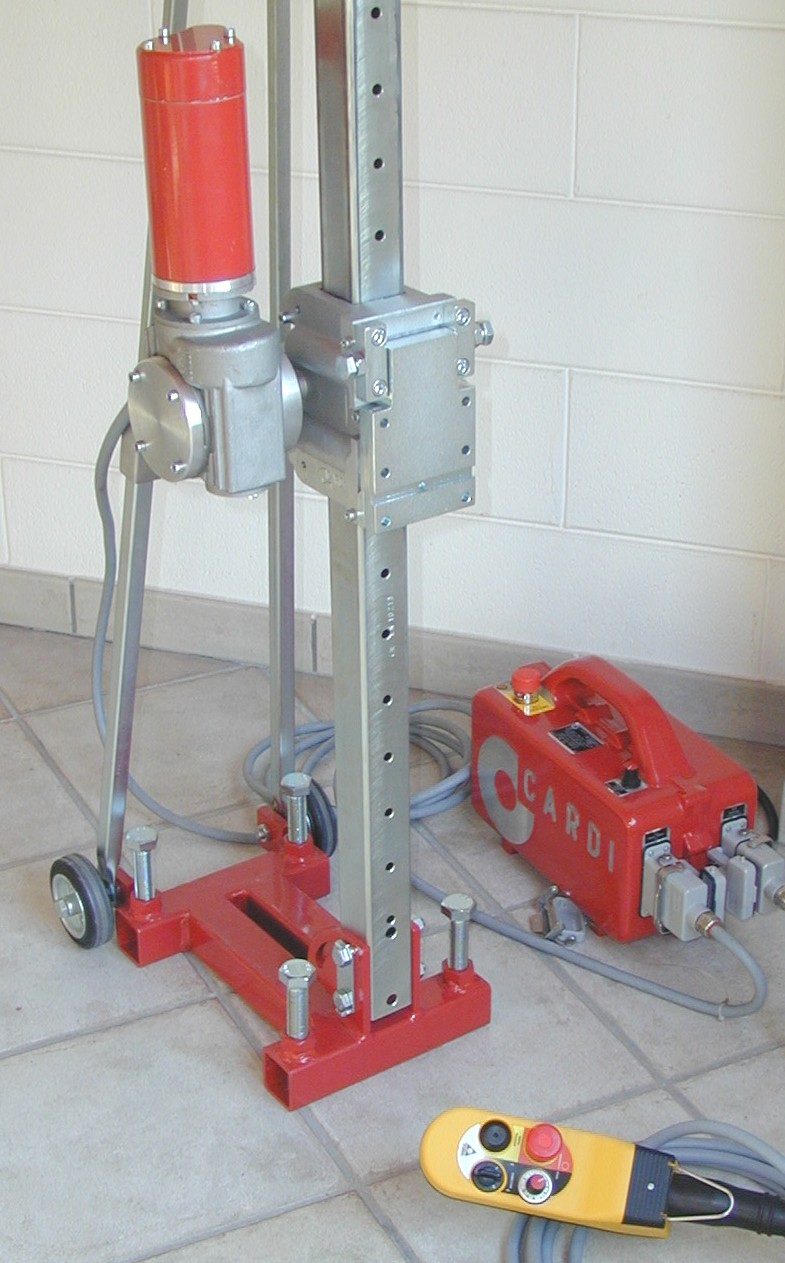
Supporto per carotatrice con dispositivo per avanzamento servoassistito
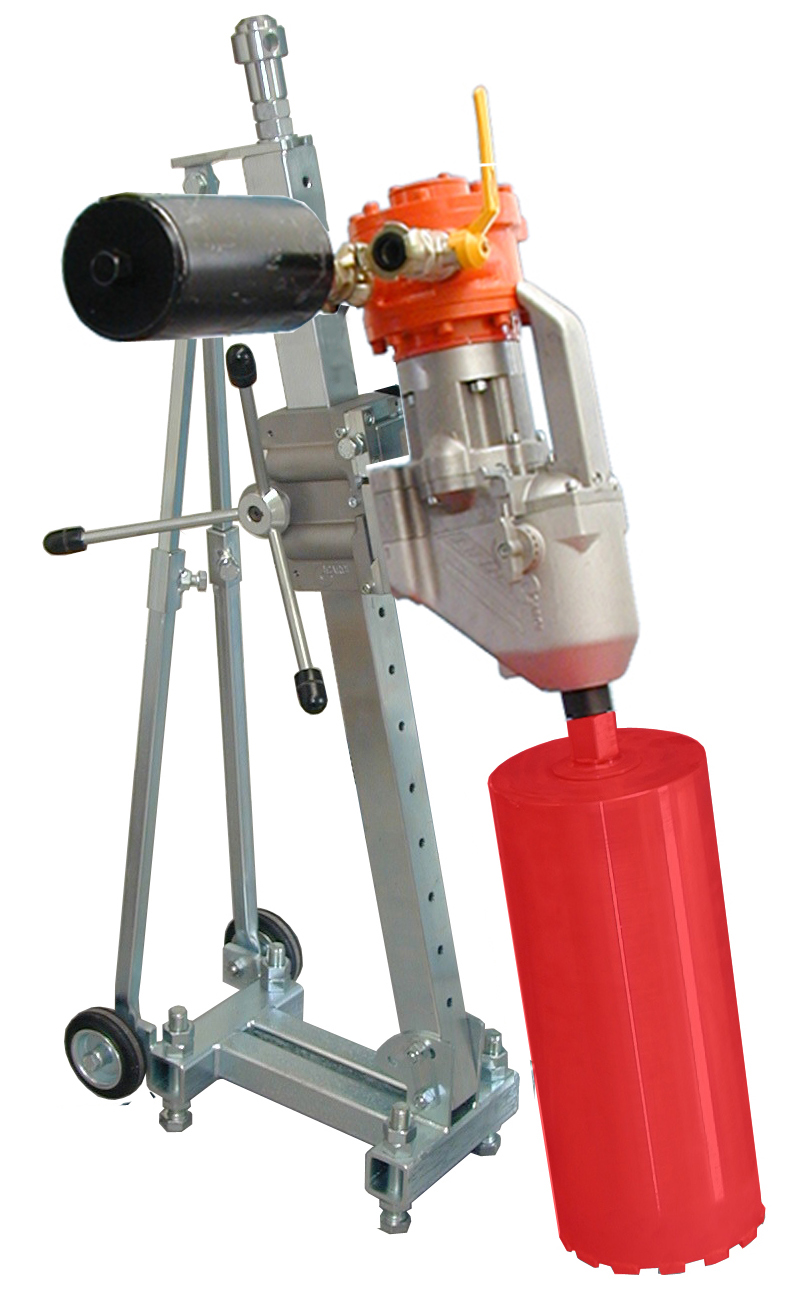
Carotatrice con motore pneumatico; utile in galleria dove non è ammessa alcuna motorizzazione elettrica o a scoppio

### Carotaggio a umido
A differenza delle punte da trapano (punta da trapano), da quelle utilizzate sui  tassellatori e sui martelli elettropneumatici,  le corone diamantate non sono dotate di coclea per l'espulsione del materiale di risulta che viene prodotto dall'abrasione. È importante che il materiale venga rimosso immediatamente per dar modo ai diamanti di aggredire nuove porzioni di struttura.  Lo scopo è ottenuto con l'aspirazione dell'aria contigua alla zona della abrasione (carotaggio a secco) o con l'uso di un fluido (normalmente comune acqua) che viene convogliato nella zona stessa e che asporta i residui del taglio sotto forma di fanghi. Questa tecnica viene comunemente definita “carotaggio in umido”.
Salvo casi particolari (ad esempio operazioni in centrali nucleari o costruzioni con particolare valore artistico), che vengono affrontati con tecniche specialistiche, la foratura di pietre naturali (granito, marmo ecc), e calcestruzzo, calcestruzzo armato viene eseguita per mezzo del carotaggio con acqua.
L'acqua viene addotta generalmente attraverso la scatola ingranaggi della carotatrice, attraversa l'albero portacorona, quindi lambendo la superficie interna della corona raggiunge la parte abrasiva, asporta i detriti della abrasione ed fuoriesce dal foro lambendo la superficie esterna della corona.  Con l'impiego di accessori adatti, l'acqua che porta in sospensione i detriti  può essere recuperata e depurata per mezzo di appositi filtri o per decantazione.
Nelle corone per carotaggio con acqua generalmente i settori sono uniti al corpo della corona mediante brasatura; hanno diametri che vanno dai 5 mm ai 1000 mm. La lunghezza della corona può variare tra 300 mm e 500 mm, anche se la tendenza è all'aumento della lunghezza. 
Quelle descritte, sia per l'uso a secco che con acqua, sono corone definite "a pareti sottili".

### Carotaggio a secco
Il carotaggio a secco è adottato quasi esclusivamente nell'uso delle carotatici portatili ed è efficiente nelle forature su materiali abrasivi, come i laterizi, i mattoni forati, i calcestruzzi alleggeriti, i calcestruzzi "cellulari" (es. Gasbeton). L'evacuazione della polvere prodotta da questo tipo di  carotaggio è indispensabile oltre che per il buon funzionamento delle corone diamantate, per assicurare un ambiente di lavoro salubre; l'inalazione della polvere nuoce gravemente alla salute. Le carotatici portatili per uso a secco sono generalmente dotate di  connettori che ne consentono l'allacciamento a sistemi di aspirazione adatti. Appositi accessori consentono l'aspirazione della polvere anche nell'uso di carotatici che non siano dotate di sistemi di estrazione integrati. Nelle corone diamantate per il carotaggio a secco i settori diamantati sono generalmente fissati al corpo della corona con una saldatura laser. Le corone per carotaggio a secco hanno diametri che vanno dai 20 mm ai 300 mm. La lunghezza della corona può variare tra 80 mm e 300 mm, anche se la tendenza è all'aumento della lunghezza.
Quando la profondità del foro supera la lunghezza della corona, le vie per la realizzazione sono:
a) Carotaggio con prolunghe

b) Carotaggio continuo.

### Carotaggio con prolunghe
Il carotaggio con prolunghe è percorribile con profondità limitate (800–2000 mm) con diametri maggiori di 35 mm (la prolunga ha diametro 30 mm). In questo caso:

1-	si usano corone a pareti sottili

2-	si fora per la capacità della corona

3-	si estrae il materiale forato

4-	si aggiunge una prolunga tra macchina e corona

5-	si riprende il foro per un'ulteriore capacità della corona

### Carotaggio continuo
Il carotaggio continuo prevede:

1-	uso di un raccordo che viene montato sull'albero della macchina

2-	montaggio di un tubo, detto “asta” che è l'equivalente della parete delle corone a pareti sottili.
 
3-	Il montaggio di una corona abrasiva in testa all'asta.

4-	Quando l'asta che porta  la corona è penetrata completamente, tra il raccordo e l'asta si aggiunge un'altra asta. Non c' è la necessità (anche se è possibile farlo) di rimuovere il materiale già forato, perciò è possibile fare fori molto lunghi (anche 20.000 mm) a patto che di disponga di motori con potenza sufficiente
Nel caso di fori per il consolidamento di strutture ammalorate o lesionate, questa tecnica permette di non estrarre mai la corona fino al termine del foro. Che il foro sia cieco o passante, al termine delle operazioni di foratura si evacua la "carota", all'interno della corona si posizionano, secondo la necessità, le barre ad aderenza migliorata, i trefoli o i tiranti, quindi si sfila la corona diamantata. In questo modo si impedisce che il foro appena effettuato venga continuamente ostruito per la caduta di piccole macerie al ritrarsi della corona e prima di aver posizionato i mezzi di consolidamento.

## Motoriduttori per carotatrice
Per asportare materiale la corona diamantata deve essere portata in rotazione. 
La rotazione della corona è ottenuta per mezzo di un motoriduttore, un dispositivo costituito da un motore e da un sistema di ingranaggi per l'adeguamento della velocità a quelle richieste per il carotaggio. La velocità di rotazione influenza pesantemente l'efficienza della abrasione.
Sono disponibili diversi tipi di motorizzazione. Il tipo di motore più adatto deve essere selezionato secondo la sicurezza di utilizzo, l'ambiente di utilizzo, l'attività richiesta, la potenza richiesta, il peso e l'ingombro ammissibili, il costo coinvolto.
I motori più comunemente utilizzati nella costruzione dei carotatrici per edilizia sono motori elettrici. In casi particolari si ricorre ai motori pneumatici, a quelli idraulici eppure ai motori a scoppio, privilegiati in condizioni di mancanza di energia elettrica.
| Tipo di motore                                 | tipo di uso nel carotaggio                 | Vantaggi | Svantaggi | Note |
| ---------------------------------------------- | ------------------------------------------ | --- | --- | --- |
| Motore universale (monofase a collettore)      | Carotatrici portatili e stazionarie        | Rapporto potenza-peso estremamente favorevole. Ingombri e pesi estremamente contenuti. Energia (elettrica monofase) reperibile praticamente ovunque                                                                                      | Non adatto per prodotti di alta potenza (max 3500W) Rischi di sicurezza (specialmente elettrica) potenzialmente elevati se si ignorano le istruzioni. Rumorosità elevata (ventola, ingranaggi) Vibrazioni elevate (indotto gira a velocità elevate - 20.000 giri/min | Malgrado tutti gli svantaggi, i benefici offerti dal [rapporto potenza-peso] e l'agevole reperibilità dell'energia elettrica monofase fanno sì che questa sia di gran lunga la motorizzazione più diffusa                |
| Motore trifase (stagno – raffreddato ad acqua) | Carotatrici stazionarie di potenza elevata | Può lavorare in ambienti avversi (sottosopra). Sviluppa potenze elevate (>10Kw) Bassa esigenza di manutenzione. Bassa rumorosità. Capacità di operare per lunghi periodi. Energia (elettrica trifase) facilmente reperibile in cantiere. | Non adatto per prodotti di bassa potenza. Poco adatto ad applicazioni fuori da cantieri (abitazioni ecc.) | È la scelta migliore quando si tratti di coniugare potenza elevata, economicità di esercizio e situazioni ambientale confinate.                                                                                          |
| Motore idraulico                               | Carotatrici stazionarie di potenza elevata | Sviluppa potenze enormi con ingombri ridottissimi. Può essere usato per periodi molto lunghi Può lavorare in ambienti avversi (anche sommerso)                                                                                           | Necessita di disporre di una centralina idraulica costosa e ingombrante | Da utilizzare per applicazioni estreme come forature di diametri elevati o per forature di grande lunghezza specie in ambienti estremamente avversi, come forature sottosopra in galleria o in immersione (fino a 4–5 m) |
| Motore pneumatico                              | Carotatrici stazionarie di potenza elevata | Può lavorare in ambienti avversi (anche in galleria dove non è lecito l'uso di alimentazione elettrica o a scoppio) | Necessita di disporre di un compressore enormemente costoso e ingombrante | Da usare essenzialmente in galleria o in ambienti dove non è lecito usare alcuna forma di energia elettrica o termica |
| Motore a scoppio (2 tempi)                     | Carotatrici portatili e stazionarie        | può essere utilizzato in situazioni dove non sia disponibile nessun tipo di energia. | Inquinamento ambientale (usa miscela) Inquinamento acustico Necessità di manutenzione Potenza limitata Costo di gestione | Usato essenzialmente dove non sia disponibile energia elettrica, come in montagna. Dove è possibile la mancanza di rete elettrica è sopperita dai generatori che permettono l'uso di catottrici elettriche               |

Il motoriduttore con motore a collettore ha vantaggi tali che ne rendono praticamente obbligato l'uso per la quasi totalità delle applicazioni nel campo delle macchine portatili o spostabili.
La tecnologia attuale consente di minimizzare i rischi dovuti alla presenza di energia elettrica e di acqua. La costruzione delle carotatrici è disciplinata dalle direttive europee che impongono l'uso di:
PRCD (interruttore differenziale salvavita, Messa a terra delle parti metalliche accessibili, Costruzione in classe di doppio isolamento
Rendono improbabile un incidente di origine elettrica. 
In ogni caso bisogna usare la massima cautela ed eliminare tutte le condizioni di rischio riscontrabili